# 파이
파이(pie)는 파이 그릇을 이용하여 밀가루 반죽을 밑에 깔고 또 하나는 위에 덮어 고기나 과일 등을 그 사이에 채워서 구운 서양 요리로, 후식이나 간식으로 먹기도 한다. 한국에서는 파이(pie)라는 말을 구운 서양식 과자인 퍼프 페이스트리(Puff pastry)를 지칭하는 용어로 사용하고 있어 약간에 혼동이 있다.
중간을 채우는 재료로는 과일, 야채, 고기 등 다양하다. 크기는 한 입에 먹을 수 있는 것 부터 여러 사람이 먹을 수 있는 크기 등 다양하다. 영국, 미국, 캐나다 등 서양에서는 전통 요리에 속한다.
파이는 음식으로 뿐만 아니라 파이 던지기(pie attack) 등 코메디 소재나 항의성 시위에서 도구로 사용되기도 한다.

## 용어

### 어원
'파이(pie)'라는 단어가 처음 사용된 것은 1303년에 요크셔의 볼턴 수도원의 경비 기록에 등장한다. 그러나 옥스포드 영어 사전은 그 기원에 대해 불확실하며 '영어 이외에는 더 이상 관련된 단어가 알려져 있지 않다'고 한다. 가능한 기원은 '파이'라는 단어가 농사에서 '쌓인 것들의 집합체'를 나타내는 단어와 연결되어 있다는 것이다. "파이"라는 단어의 출처 중 하나는 "둥지에서 잡동사니를 모으는 것으로 유명한 새"인 까치(영어 magpie)일 수도 있어 보인다.

### 용어 혼동
본디 파이라는 이름은 쇼트 페이스트(쇼트 크러스트)로 만든 접시 모양의 받침에 여러 가지 과일, 견과류, 고기 등을 얹어 구운 음식을 칭하는 것이었다. 하지만 한국에서는 이 명칭을 층상 구조를 이루는 바삭바삭한 과자인 퍼프 페이스트리(Puff pastry)에도 적용했기 때문에 혼용하여 부른다. 퍼프 페이스트리와 파이가 혼용되어 이 과자에 대한 정확한 정의에 논란이 있지만, 일반적인 제조업자를 비롯하여 일반 소비자들까지도 파이라는 명칭이 널리 퍼져 있어 정정하기가 힘든 상황이다. 이런 현상은 영국의 퍼프 페이스트리가 일본에 건너가면서 파이로 굳어지면서 나타났고, 그대로 한국으로 건너오면서 굳어졌다.
흔히 후식으로 알고 있는 이 과자의 본고장은 영국과 미국이며, 유사한 것으로는 프랑스의 타르트(tart)라는 과자가 있다. 후식으로 먹는 파이는 보통 여러 가지 크림이나 과일을 섞은 충전물이나 견과류를 얹지만, 주요리로 먹는 경우에는 고기를 채워서 굽는다. 여기서 접시 모양의 받침대는 깔개용 파이 반죽이라고 부르고, 이것을 구운 것이 파이 껍질이라고 한다.

## 파이 반죽
파이 반죽은 정확히 말하면 '깔개용 파이 반죽'을 말하며, 쇼트 페이스트라고 부른다. 이는 프랑스의 '파트 아 퐁세'에 해당하는 것이다. 사전적 의미로는 부서지기 쉬운 반죽이다.

### 파이 반죽의 제조 원리
밀가루를 100으로 기준했을 때, 유지는 50, 차가운 물을 30으로 배합해서 쓴다. 그 외에 달걀이나 설탕, 소금, 우유, 팽창제 등을 첨가할 수 있다.
파이는 바삭바삭한 것이 특징이기 때문에 글루텐 형성이 적은 박력분으로 반죽해야 품질이 좋다.
유지는 반죽이 구워지는 동안 녹아내려 퍼지면서 바삭바삭한 식감을 형성하는데, 풍미를 우선으로 하면 버터가 가장 좋은 재료이지만 수분 함량이 많아 버터만을 유지로 사용한다면 차가운 물의 배합량을 줄여야 한다. 이러한 문제점을 해결하는 것이 쇼트닝인데, 쇼트닝은 풍미가 떨어지지만 쇼트닝성이 우수하며 버터보다 수분 함량이 적고 상온에서 아주 부드럽기 때문에 반죽을 만들때 작업하기 쉽다. 또한 값도 버터보다 저렴하기 때문에 버터와 쇼트닝을 섞어서 반죽하면 서로의 장점을 살릴 수 있어 좋은 방법이다.
설탕은 가열되면 갈색으로 변색되어 반죽의 색을 좋게 하며, 동시에 완성된 제품에서 단맛이 나게 한다. 달걀 역시 풍미를 돋우며 영양 가치를 높인다. 하지만 달걀의 75%는 수분이므로 만약 반죽에 계란을 넣는다면 그만큼 찬물의 양을 줄여서 넣어야 한다. 난백만 넣으면 단백질이 응고하여 반죽의 바삭한 맛이 떨어지지만, 난황은 구운 반죽의 맛이 더 좋아지게 하며 노란빛이 돌아 제품을 더욱 먹음직스럽게 한다.

### 반죽법
파이 반죽은 두 가지로 분류할 수 있다.
첫번째는 비벼서 섞는 방식으로 밀가루와 유지를 비벼 소로보 상태로 만든 뒤 다른 재료를 섞어서 만드는 것이다. 이렇게 만들면 부풀림이 좋아 바삭하지만 밀가루가 유지를 감싸게 되므로 글루텐이 생성되어 제품을 망칠 수 있으니 주의해야 한다.
두 번째는 크림 상태로 만드는 방식인데, 밀가루 1/2 분량과 유지를 섞어 크림 상태로 만들어 나머지 재료를 섞고 밀가루를 더하는 법, 설탕과 버터를 크림 상태로 섞어 그 밖의 재료를 섞는 방식이 있다.

## 제품 굽기
고온에서 단시간 굽는다. 고온에서 단시간 구우면 수분이 증발해서 바삭해지며, 유지가 녹으면서 반죽 조직이 변화한다.
후식용으로 만든 깔개 반죽은 설탕이 많이 들어가 쉽게 타므로 얇게 펴서 단시간에 굽고, 설탕량이 적은 것은 두껍게 성형해 천천히 굽는다.

## 문화

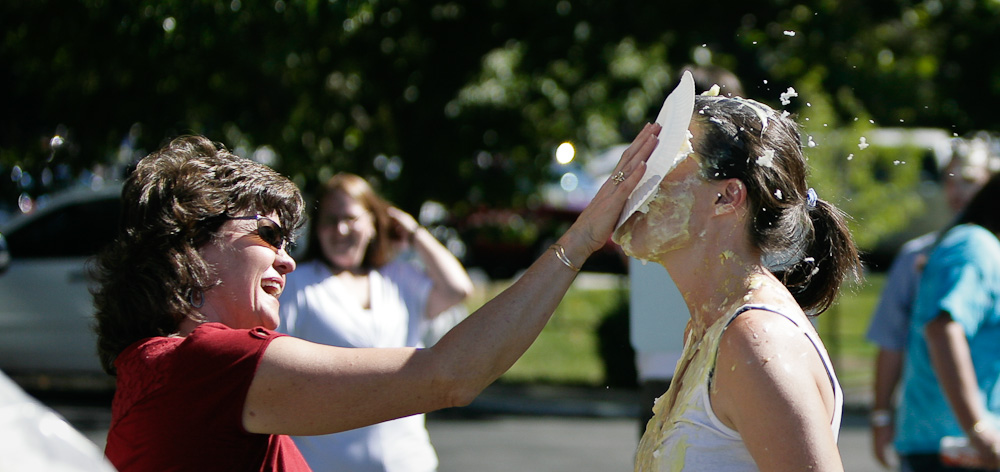
파이 던지기 (pie attack)

"파이를 나누다" 또는 "파이를 키우다"는 식으로 파이(pie)라는 말을 '분배해야 하는 총수익' 의 의미로 사용되기도 한다. 서양식 전통 파이 중에 두께가 5~8cm, 지름이 20cm 정도 되는 것도 있는데, 후식으로 먹을 경우에 혼자 먹기에는 양이 부담스러워 나누어 먹기도 한다. 이것에서 유래 된 것으로 보인다. 그 밖에도 영어에서는 'as easy as pie'는 "아주 간단한"란 뜻으로, 'eat humble pie'는 "굴욕을 참다", 'have a finger in every pie'는 "몫에 참여하다, 관여하다, 너무 많은 일에 손을 대다"는 뜻으로 사용 되는 등 파이(pie)와 관련된 여러 표현이 있다.
크림을 채우거나 토핑한 파이는 슬랩스틱 유머(slapstick humor)를 위한 인기 있는 소품 중에 하나이다. 사람의 얼굴에 파이를 던지는 것은 벤 터핀(Ben Turpin)이 1909년에 영화 미스터 플립(Mr Flip)에서 파이를 받은 이후로 영화나 코미디에 자주 등장하게 되었다. 최근에는 정치적인 행위가 되어 일부 운동가들이 시위의 한 형태로 정치인들과 다른 공인들에게 크림 파이를 던지기도 한다.

## 종류
- 칼초네
- 시카고 피자
- 셰퍼드 파이
- 고기 파이
- 키슈
- 스테이크 앤드 키드니 파이
- 사과 파이
- 크림 파이
- 키라임 파이
- 호박 파이
- 호두 파이
- 블루베리 파이
- 레몬 파이

## 같이 보기
- 크로스타타
- 엠파나다
- 머랭
- 피로조크
- 슈트루델
- 타르트
- 퍼프 페이스트리
- 페이스트리
- 페이스트
- 버터 쿠키
- 빵